# Pavel Novák
Pour les articles homonymes, voir Novak.
Pavel Novák, né le 3 décembre 2004 à Jindřichův Hradec, est un coureur cycliste tchèque.

## Biographie
Pavel Novák pratique le hockey sur glace entre l'âge de quatre et quatorze ans. Il délaisse ensuite ce sport pour se lancer dans le cyclisme. Dans un premier temps, il essaye le cyclo-cross. Il bascule toutefois rapidement vers la route, tout en participant à des compétitions sur piste,. 
Lors de la saison 2022, il se distingue sur le territoire italien en obtenant trois victoires et diverses places d'honneur, sous les couleurs du club Ciclistica Trevigliese. La même année, il devient champion de Tchéquie du contre-la-montre juniors. Il brille également au niveau international en terminant deuxième d'une étape du Grand Prix Rüebliland, sixième de la Course de la Paix juniors, huitième du championnat d'Europe du contre-la-montre juniors ou encore dixième du championnat du monde sur route juniors. 
En 2023, il intègre l'équipe continentale MBH Bank Colpack Ballan. Avec cette formation, il confirme ses qualités de grimpeur en finissant deuxième de Bassano-Monte Grappa et huitième de l'étape reine du Tour du Frioul-Vénétie julienne. Il se fait aussi remarquer sur le montagneux Tour de la Vallée d'Aoste, où il se classe troisième d'une étape et sixième du classement général. Grâce à ses bons résultats, il devient stagiaire au sein de la formation Q36.5 Pro. En 2024, il remporte sa première victoire dans une course internationale lors du Trofeo Piva, en Italie. Il termine également cinquième du Giro Next Gen, l'une des courses les plus importantes chez les espoirs.

## Palmarès et résultats

### Palmarès par année
- 2021
  - 2e étape de l'Orlicka Lanškroun (contre-la-montre)
  - 2e du Medzinárodné Dubnica nad Váhom
  - 2e de l'Orlicka Lanškroun
  - 2e du championnat de Tchéquie de poursuite juniors
  - 3e du championnat de Tchéquie de poursuite par équipes
- 2022
  -  Champion de Tchéquie du contre-la-montre juniors
  - Coppa Dondeo
  - Piccola San Geo
  - Eroica Juniors
  - 2e du Mémorial Pietro Zipponi
  - 2e du Trofeo Virgilio Pezzotta
  - 2e de Treviglio-Bracca
  - 2e du Trofeo San Rocco
  - 3e du Gran Premio Bermac Gara
  - 3e du Giro della Brianza
  - 3e du championnat de Tchéquie sur route juniors
  - 3e de Collegno-Sestriere
  - 8e du championnat d'Europe du contre-la-montre juniors
  - 10e du championnat du monde sur route juniors
- 2023
  - Trofeo Castello d'Albola[4]
  - 2e de Bassano-Monte Grappa
- 2024
  - Trofeo Piva[5]
  - 2e du Trofeo Comune di Capraia
- 2025
  - 7e étape du Tour d'Italie espoirs
  - Bassano-Monte Grappa
  - 2e du Gran Premio Capodarco
  - 3e du Tour d'Italie espoirs

### Classements mondiaux
| Année                                 | 2023  | 2024  |
| ------------------------------------- | ----- | ----- |
| Classement mondial                    | 2371e | 1064e |
| UCI Europe Tour                       | 1440e | nc    |
|                                       |       |       |
| Légende : nc = non classéSource : UCI |       |       |